# 2022年4月澳門內港碼頭大火
2022年4月澳門內港碼頭大火，又稱內港漁船火警、“火燒連環船”或“內港漁船起火”，是指2022年4月26日起於澳門半島內港碼頭近十六浦對開海面發生的多艘漁船連環大火。

## 事發經過

### 4月25日
下午6時許，內港近十六浦對開海面有多艘船連環起火，火勢十分猛烈，網上多條影片被拍到傳出多下爆炸聲或發生爆炸，大量濃煙亦升上半空。由於休漁期即將到來，不少漁船陸續返回內港錨泊，事發現場中受波及的是休漁期間停泊最長的一條船鏈，導致出現“火燒連環船”的狀況。 海事及水務局休漁期值勤隊伍於晚上約7時左右，發現16號碼頭對面海面有漁船起火，隨即通知澳門海關、廣東省珠海市等兩地政府跨部門聯合展開救援行動。當時現場消息指，至少涉及5艘漁船，現場火勢持續，政府跨部門派出多艘船隻往現場救援。受大火影響，“十六浦”巴士站一度臨時暫停使用，粵通船務往返澳門內港客運碼頭及珠海灣仔口岸海上客運航線暫停，火勢一度在晚上近9時受控。
晚上9時許，政府跨部門交待內港漁船火警相關救援情況，海事及水務局局長黃穗文表示至少有6艘漁船嚴重燒毀，事件中無人受傷。期間救援過程上出現困難，共發生了六次爆炸，每次的爆炸讓火舌進一步擴大，同時正值潮退，多種救援操作都不太順利；海事局曾經作出呼籲所有泊港漁船要派人或自行組隊巡查船隻，但事發時6艘漁船均無人看守，無法在火警中斬纜駛走，導致“火燒連環船”，而事發時另有10多艘漁船，當局仍需評估實際有多少漁船受波及，起火原因仍在調查中。消防局局長梁毓森表示已將其中1艘肇事漁船拖回岸邊，至晚上10時該漁船仍有明火，待火勢完全熄滅後仍需射水降溫，海事局正安排碼頭給全部肇事漁船停泊，其餘5艘漁船均需展開相關工作。海關助理關長李煜輝指岸邊有船主心急要求落船駛離但被海關人員阻止，而珠海相關部門派出6艘船協助滅火，亦要求附近漁船疏散。 
當天晚上，多個社團代表和漁民互助會代表親自前往位於火船頭街旁的南舨版碼頭了解情況，澳門工會聯合總會副理事長李靜儀、梁孫旭、趙蘭瑛及漁民互助會理事長陳明金聯同工聯社區中心社工趕赴現場，安撫受災漁民情緒。其中漁民互助會理事長陳明金表示，當得悉事件後，漁會負責人、工聯負責人和工聯社區中心社工，迅速趕到現場了解事故原因。受災漁民知悉漁船損毀後，均感徬徨和不安，情緒起伏較大。工聯社工透過慰問，疏導受災漁民情緒，以及協助其了解有關情況。又指出漁船是漁民最重要的謀生工具，漁船損毀將直接影響漁民收入，維修漁船所需大額費用亦會成為受災漁民沉重負擔。期望政府能主動關心和給予適切援助，如提供維修補助，協助受災漁民度過難關。由於大火正值休漁期前夕，許多漁船經已返澳並停泊在內港碼頭一帶，他們建議當局盡快分析和了解起火原因，更精準協助漁民做好各項防火的措施，切實降低火災發生機率。另建議當局對現行海上救火和救援作檢視，繼續完善應變預案和機制，以應對意外事故。

### 4月26日
清晨時分，火勢再度死恢復燃，部分漁船甲板以下位置出現燃油洩漏並搶火，火勢一度猛烈，現場一度傳出輕微爆炸聲，多艘拯救船隻通宵繼續救援，中國大陸相關部門亦應澳方要求派出多艘不同類型的船隻協助救援。消防表示，其中一艘曾燃燒的船隻已傾斜，沒有明火，另外還有兩艘船仍有明火。受火警影響，粵通船務往返澳門內港客運碼頭及珠海灣仔口岸海上客運航線繼續暫停，到上午海事局更宣佈由於其中1艘漁船下沉位置影響航道通航，預計停航會持續一段時間，直至另行通知。不少船主及其家屬通宵在碼頭一帶等候，有受影響漁民指懷疑船上載有大量柴油導致再度起火，亦批評政府部門救援不力，冀政府能及時當援助受影響漁民；清晨期間有兩名分別36和63歲的受影響船主懷疑情緒激動下身體不適由家屬陪同下送院。  
上午10時許，海事及水務局發出新聞稿公佈內港漁船火警初步詳情：當局指，4月25日晚上內港的漁船火警，相關部門的救援工作一直持續至今早，海面五艘漁船因一直持續有死灰復燃的情況，受損嚴重已下沉擱淺。而早前一艘已拖回岸邊的漁船已無危險，局方稍後會派員上船檢驗和調查。海事局與海關多艘船隻通宵在現場，向海面起火的五艘漁船持續射水降溫，但漁船甲板以下位置仍持續死灰復燃。另外，由於有漁船的油艙內注滿燃油，清晨時分漁船出現燃油洩漏並搶火的情況，火勢一度猛烈。目前海面五艘漁船均因為持續死灰復燃、漏油搶火而受損嚴重並下沉擱淺。海事局的船隻正在現場處理溢出的油污及跟進善後工作，內地相關部門亦應澳方要求派出多艘不同類型的船隻協助救援。由於其中一艘漁船下沉的位置影響航道通航，為確保安全，內港往返灣仔線需要暫時停航，預計會持續一段時間，直至另行通知。而早前一艘已拖回岸邊的漁船，消防人員完成檢查工作，目前已無即時危險，局方將協助抽走船上積水，並會派員上船檢驗和調查。
下午2時許，海事及水務局宣佈澳門內港至珠海灣仔海上客運航線於當天下午3時復航，並要求船公司在復航時注意安全和在現場海面加放訊息指示燈，確保夜間航行安全。
直至當天下午，相關部門亦持續對相關漁船噴水降溫。有涉事漁船被拖回岸邊，船身船板熏黑、損毁嚴重，消防局派員上船檢查，包括探測船艙內溫度和船內是否有其他潛在危險。現場汽油氣味仍濃烈。政府跨部門於內港10號碼頭設置聯合中心供船主登記資料和了解情況，數名船主逗留觀察救援工作，有人情緒崩潰痛哭，消防在旁準備醫療器材戒備，社工局亦有派員到場安撫。兩名年齡介乎36至63歲的船主，分別因高血壓、氣促及暈眩等不適需要送院，情況穩定。有漁船船主或家屬批評救援部門明知漏油搶火的情況下，仍不使用二氧化碳救火，只是不斷射水，最終只能眼睜睜看著一家人的生計來源慢慢沉入水裡，救無可救。業界粗估損失恐達千萬元。漁民互助會會長陳明金稱，受疫情影響導致漁民出海受限制，導致經濟收入艱難。加上突如期來的大火，受損漁船能維修但所需費用龐大導致無法負擔，因此船主十分激動和徬徨。他稱，船主目前最需要是精神支援，漁會亦正聯繫澳門基金會和其他社團尋求財政援助。 
在當天下午，政府跨部門人員到訪漁民互助會，就漁船不幸發生火警一事向船東表達慰問。其中海事局代表表示，漁船仍有冒煙情況，目前仍須不斷射水降溫。當完全排除再次起火的可能、以及海況和條件許可時，局方會安排船東前往視察船隻的受損情況，以判斷如何打撈等後續工作。局方稍後會固定漁船的位置，避免漁船隨水漂流。事故的六艘漁船中，有一艘澳門籍漁船，五艘香港籍漁船，局方可協助澳門籍漁船的船東申請延期償還漁業基金的貸款，同時亦已和香港漁農自然護理署取得聯繫，了解香港漁船在緊急事故方面的援助措施，並會提供相關支援。由於涉事漁船以木質構造，船上有石油氣罐和燃油等易燃易爆物料，故起火後火勢十分猛烈，且容易死灰復燃。政府跨部門通宵進行救援，其中海事局和海關共派出30多艘船隻、超過200名人員救援。由於漁船持續有死灰復燃、漏油搶火的情況，甚至隨時有爆炸的機會，危險性極高，故救援船隻一直沒有條件靠近漁船，無法進行拖帶或放置圍油設備。海事局和海關人員已徹夜盡力救援，希望船東及家屬理解。
直至4月26日傍晚6時許，漁船仍有冒煙情況須不斷射水降溫。而內港一帶傳出刺鼻的燃料氣味，為下沉的漁船燃料洩漏所致。海事局回應本地傳媒指當時五艘漁船仍有冒煙的情況，時至下午六時仍需不斷射水降溫。在稍後完全排除船隻內部再次起火的可能後，將會固定相關船隻，安排船主前往視察。問及漁船起火的詢查工作進度時，局方則表示，「要再了解」。

### 4月27日
傍晚時分，大火中其中一艘擱淺漁船船頭再度冒煙，現場戒備的救援船隨即射水降溫，遏止險情。 一名老年船主表示長期在船上生活，所有家當於大火中毀於一旦，該船主表示平日在船上居住，事發時她和她的女兒上岸吃飯，期間聞聽火警發生立即趕回岸邊，但已經無力挽回。該船主表示希望外界以同情心看待受災的漁民，希望政府和其他業界能夠互相幫助受災漁船的苦主去共渡難關。

### 4月28日
海事及水務局表示內港漁船連環大火的的救援工作已基本完成，目前各艘漁船的狀況穩定，當局會繼續派船在現場戒備和向仍有白煙冒出的漁船射水，防止死灰復燃。局方已在漁船周邊放置圍油欄和進行油污清理，也會在未來數天協助漁民出海視察漁船的受損情況，以及討論打撈等善後工作。

## 質疑與批評
直至2022年4月26日中午，6艘漁船中有5艘漁船已下沉擱淺，大部分漁船船東或其家屬受訪時質疑政府部門救火能力。其中1艘漁船的船東的兒子表示首要工作先對船隻進行打撈，未知是否能夠維修，預計需要200萬元費用作維修。又表示一直有人留守漁船，但奈何相關人員需要登岸用膳等，火警發生時段正值人員登岸晚膳。又質疑澳門本地救援部門的救火能力，清晨漁船死灰復燃，船頭著火，搜救船隻只向船尾射水，直至油污湧出，發生爆炸。另外一名涉事漁船船東家屬同樣質疑救火程序及方式，不理解當局不允許船主登船“斬纜”的原因。該家屬曾向救援人員表示船上有多桶油需要拖走，但對方沒有理會，結果“轉頭就爆”，引致「兩火燒連環船」。澳門遠洋漁業發展暨船東協會副會長梁錦傑亦指政府部門完全不讓船主“斬纜”不合理，加上受疫情影響導致漁民開工不足，捕漁行業不像中國大陸般受重視，又形容澳門漁業在疫情持續的這幾年簡直是「兩面不是人」，他又稱海事局人員防火裝備和設備等不足，導致意外根本猝不及防。他表示今次事件對漁船損失太大，由於大部分保險公司不受理漁船買保險或保額過低，相信大部分漁船都無買，他估計每艘船維修費用要150萬元以上，同時因應中國大陸的防疫政策，短期內無法送往船廠維修，希望政府提供資助或貸款。
2022年4月28日，立法會直選議員林宇滔就事件發出口頭質詢，批評政府的海上救火救援能力「強差人意」，建議修法由消防局統一負責包括澳門陸地及海上的救火救援工作，確保海上發生緊急事故時能及時派員拯救，他指出政府在2016年修改消防局組織法時，消防部門「活動範圍」只限制在澳門陸地，故船隻在本澳海域發生火警，消防局是沒權派消防員到海上進行滅火及救援，只能在距離肇事海面最近的岸邊戒備及協助接送傷者等。而海關制定「半小時反應圈」和海事局制定《海上事故應急計劃》中在到場時間沒有任何承諾，實在難以回應海上緊急救援需求，他促請當局檢討值勤機制及縮短服務承諾的時間。繼2021年火警後救援能力「強差人意」，導致海上救援分工混亂，建議改善專業訓練；立法會直選議員李靜儀發出書面質詢，促請當局強化海上突發事故的應對和救援機制，她指絕大多數漁船沒有購買保險，欠缺保障。針對今次事件，政府會如何透過經濟上等各方面幫助受影響的漁民渡過難關？她亦建議當局考慮修訂和優化基金的適用範疇和條件，設定合適的資助計劃推動漁業的發展，包括資助漁民強化自身漁船機械及電力線路之維護保養、確認消防滅火設備效能等。

## 事後調查和跟進
2022年5月26日，海事及水務局公佈大火初步調查，初步結論是漁船上有電器故障失火導致發生意外。數艘受損的漁船被放置在青洲塘船隊基地，待船東清理船上雜物後，將適時把船拖回內地船廠維修。當局同時對內港所有漁船作安全排查，包括檢視船上有否需移除的危險物、滅火器是否足夠等，同時改善相關措施，亦會參照珠海洪灣漁港做法，包括禁止石油氣等危險物品上船，以及漁船若無人留守時需要斷電等。
2022年6月11日，澳門特別行政區立法會公共行政事務跟進委員會召開會議，跟進海上安全及漁業發展。委員會主席鄭安庭會後引述政府代表稱，當局除了對有關人員加強培訓外，海關及消防亦會加強裝備，分別購買救火船及器械人。政府人員代表包括海事及水務局局長黃穗文出席該會議。會後鄭安庭引述政府代表向傳媒表示，海事局將與漁民團體建立微信群組，加強小船巡邏和安全排查，並會不定期巡查和檢驗漁船裝備。同時，澳門海關會制定新的海上救援課程，分別於香港及內地進行培訓，而消防局方面亦增加海上救援培訓。他又稱，澳門海關並將增聘人員，擴大現有海上特勤隊的人員架構，海關設立十字門水道救援巡查特勤隊。
2022年8月16日，海事及水務局公布內港錨地新使用規則，規定9月1日起錨地內停泊漁船最多五艘為一組，每組之間設十米分隔通道，且規定禁止明火煮食、祭祀和維修等，如進行有關活動便需開往管制區。海事局海事活動廳廳長黃文濤表示，漁船停泊內港錨地要登記申報資料，有關資料包括船牌、聯絡電話、燃油量和船上存放的危險品等，加快救援效率，而船上柴油只可存放油缸，石油氣最多三罐不超過50公斤。如漁船要求上的明火活動、電氣焊維修須開往管制區開展，當局接獲通知後會有序靈活安排。當局在內港南北設兩處管制區，各可單獨停泊十艘以下漁船。對於新規定實施業界大致上表示認同與支持，但對於禁止明火煮食的規定認為是不合理。漁民互助會副理事長陳小嫻認同漁船較容易存在火災隱患，也理解新規中對於限存石油氣的相關規定，但不可明火煮食則變相漁船要「著車」啟動發電機來供電煮食，認為這是更容易造成安全問題。因部分漁船船齡較高，存在電線老化等問題，加上長時間停泊在內港，天氣潮濕，憂慮一啟動發電機更容易造成電線短路等相關問題，坦言安全風險更高。至於新規規定要求船隻可開往南、北兩管制區才能開展明火活動，陳小嫻表示通常在晚餐時間伙記一般都已收工離開，船上僅船主在，一艘30多米的漁船僅靠一、兩個人操作是很難進行停泊，認為相當不便。漁船上不同在陸地上，亦不可叫外賣。因此冀當局能此措施上作適當放寬。